# 君士坦斯 (君士坦丁三世之子)
君士坦斯二世（？—411年）是西罗马皇帝君士坦丁三世的长子。他于409年被父亲任命为共治皇帝，至411年在终结他父亲统治的动乱与战争中被杀。

## 生平
身为君士坦丁三世的长子、尤利安的兄长，君士坦斯在青年时代是一位修士。407年初，他的父亲君士坦丁于不列颠被拥立为皇帝，408年夏季，君士坦丁已经渡过海峡前往高卢并宣布他为凯撒（副帝），并派他与将领格隆提乌斯及文官阿波利纳里斯前往希斯帕尼亚以进攻仍忠于霍诺留拒绝承认君士坦丁的狄奥多西家族成员、霍诺留的四个堂兄弟狄奥多西奥罗斯（Theodosiolus）、拉戈狄乌斯（Lagodius）、多默（Didymus）与维里尼亚努斯（Verenianus），并确立对该行省的统治。在初期的一些失利后，君士坦斯成功俘虏了多默与维里尼亚努斯，而另外两人则逃往君士坦丁堡。他将妻儿留在萨拉戈萨由革洛提乌斯照顾，自己则返回阿尔勒报告。在阿尔勒，他抓获的两名俘虏被处死。
409年秋，蛮族一路掠夺高卢到达比利牛斯山脉，横扫罗马的防线并进入希斯帕尼亚。君士坦斯之父君士坦丁未经霍诺留的批准便将他提升为奥古斯都。君士坦斯本要前往希斯帕尼亚处理蛮族入侵之事，但临行前传来消息，格隆提乌斯已经制止了入侵并背叛了君士坦丁，拥立了自己的人希斯帕尼亚的马克西姆斯为皇帝。格隆提乌斯有了蛮族的支持，占领了君士坦丁的领地。在411年，他再攻陷了维埃纳并处死了君士坦斯。
君士坦斯是否是篡位者仍然存在争议：他是在君士坦丁三世被霍诺留承认为合法皇帝后加冕，但霍诺留的承认应该不包括让君士坦丁的亲族有染指皇位的权利。

## 传说
蒙茅斯的杰弗里所记载的不列颠传说称君士坦斯在其父被杀后被不列颠人拥立为国王。这与君士坦斯已知的历史相矛盾，他的不列颠传说故事的其余部分也是如此。在传说中，君士坦斯是奥勒利乌斯·安布罗修斯和尤瑟·潘德拉贡的兄长，早年在修道院学习。在君士坦丁被杀后的继承危机中，格威塞部落的首领沃提根说服君士坦斯告别宗教生活成为国王。这位虚弱且不受欢迎的前修士成为了傀儡，大权完全落入了沃提根之手。沃提根最终欺骗了一些君士坦斯雇佣的皮克特人在他睡觉时谋杀了他，并就此夺得王位。

### 首要来源
- Zosimus, Historia Nova, Book 6 Historia Nova （页面存档备份，存于）
- Orosius, Historiae adversum Paganos, 7.40 （页面存档备份，存于）

### 次要来源
- Birley, Anthony, , Oxford University Press, 2005, ISBN 978-0-19-925237-4
- Jones, Arnold Hugh Martin, John Robert Martindale, John Morris, The Prosopography of the Later Roman Empire, volume 2, Cambridge University Press, 1992, ISBN 0-521-20159-4
- 3 Elton, Hugh, "Constans III (409-411 A.D.)", D.I.R.（页面存档备份，存于）
- Bury, J. B., A History of the Later Roman Empire from Arcadius to Irene, Vol. I (1889)
- Gibbon, Edward, Decline and Fall of the Roman Empire (1888)